# Мартин Бехарано-Серано, Хосе
Хосе Мария Мартин Бехарано-Серрано (исп. José María Martín-Bejarano Serrano, 6 декабря 1987, Рота, Андалусия) — испанский футболист, выступающий за футбольный клуб «Кадис», играет на позиции полузащитника.

## Клубная карьера
Хосе Мари родился в андалусийском городе Рота и играл на любительском уровне почти до 22-х лет, выступая за «Ротенью» и «Атлетико Санлукеньо». Летом 2009 года он перешёл в клуб Сегунды «Реал Мурсия», но играл в сезоне 2009/10 лишь за резервную команду в Сегунде B.
В дальнейшем Хосе Мари продолжил выступать на этом уровне, проведя два года в команде «Реал Хаэн». Летом же 2012 года он перебрался в клуб Ла Лиги, подписав 2-летний контракт с «Сарагосой». Первоначально планировалось, что он будет игроком резервной команды, но предсезонные матчи убедили главного тренера «Сарагосы» Маноло Хименеса включить Хосе Мари в состав основной команды.
20 августа 2012 года состоялся дебют Хосе Мари в матче Ла Лиги, когда он появился на поле во втором тайме (в результате замены в перерыве) домашнего матча против «Вальядолида», игра закончилась поражением хозяев 0:1. По итогам сезона 2012/13 Хосе Мари провёл за «Сарагосу» 27 игр в различных соревнованиях, отличившись забитым мячом лишь однажды (в ворота «Гранады» в рамках Кубка Испании), а его команда и вовсе покинула элитный дивизион.
11 февраля 2014 Хосе Мари перешёл в «Колорадо Рэпидз», клуб MLS. За новую команду он дебютировал 15 марта в рамках MLS 2014, в котором «Колорадо» гостило у команды «Нью-Йорк Ред Буллз», игра закончилась вничью 1:1. Впервые же забил и сделал дубль Хосе Мари за «Колорадо» 5 апреля 2014 года в победном (2:1) гостевом поединке с «Ванкувером Уайткэпс». Он забил ещё дважды в своём первом и единственном сезоне в MLS, в котором у него случались травмы, а его команда не смогла выйти в плей-офф.
Хосе Мари вернулся в Испанию 17 января 2015 года, после подписания 1,5-годового контракта с клубом Ла Лиги «Леванте». Он дебютировал за новую команду 7 февраля, когда за 2 минуты до финального свистка заменил Давида Барраля, сделавшего хет-трик в домашней игре (4:1) против «Реал Сосьедада».
Игрок покинул клуб в мае 2016 года, так как его контракт был исчерпан, а команда покинула высший дивизион. 
16 августа 2016 года Хосе Мари подписал двухлетний контракт с «Кадисом». В октябре 2019 года контракт был продлён до 2022.
Хосе Мари провёл свой сотый матч 6 марта 2020 года против «Луго». После этого он отыграл ещё 28 игр в том сезоне и забил один мяч. По результату сезона «Кадис» впервые за 14 лет вернулся в испанскую ЛаЛигу. 